# Spending My Time
Spending My Time – singel szwedzkiego duetu Roxette. Został wydany w październiku 1991 jako czwarty promujący album Joyride.

## Utwory
- Spending My Time
- The Sweet Hello, the Sad Goodbye
- Spending My Time (Electric Dance Remix)
- Spending My Time (Electric Dance Remix/instrumental)

## Un día sin ti
W 1996 roku Roxette zamieścili hiszpańskojęzyczną wersję piosenki „Spending My Time”, zatytułowaną „Un día sin ti”, na albumie Baladas En Español. W listopadzie 1996 została ona wydana jako pierwszy singel promujący tę płytę. Utwór był odtwarzany w stacjach radiowych w Ameryce Łacińskiej i krajach hiszpańskojęzycznych.

## Utwory
- Un día sin ti (hiszpańska wersja „Spending My Time”)
- Timida (hiszpańska wersja „Vulnerable”)